# Vänstern (Luxemburg)
Vänstern (lux: Déi Lénk; fr: La Gauche; ty: Die Linken) är ett socialistiskt politiskt parti i Luxemburg. På det politiska spektrumet anses partiet vara ett vänsterorienterat till radikalt vänster politiskt parti. Vänstern är knuten till GUE/NGL-gruppen i Europaparlamentet men har inga ledamöter. Partiet deltar i Europeiska vänsterpartiet. Vänstern vill förvandla Luxemburg från en konstitutionell monarki till en republik.

## Historik
Vänstern grundades av Nya vänstern och Luxemburgs kommunistiska parti (KPL) som ett valparti. Den hade medlemmar från båda partierna och obunda. I valet 1999 fick vänstern 3,3 % av rösterna och en plats i parlamentet; André Hoffmann valdes in från södra valkretsen. År 2000, efter väntade val i staden Esch sur Alzette, blev Hoffmann vice borgmästare och Aloyse Bisdorff (KPL) efterträdde honom i parlamentet. I enlighet med Vänsterns stadgar avgick Bisdorff från parlamentet och efterträddes av Serge Urbany 2002. En tvist uppstod mellan ett antal medlemmar i KPL och majoriteten av vänstern; som ett resultat körde de två partierna separata listor i valet 2004. Vänstern fick 1,9 % av rösterna och förlorade sin parlamentariska närvaro. I valet 2009 ökade partiet sin andel av rösterna till 3,3 % och Hoffmann återvände till parlamentet som Vänsterns enda representant; Hoffmanns personröstet på 9 067 i den södra valkretsen var nästan lika med det totala antalet röster som samlats in av KPL, som vann 10 803 röster. 2013 valde partiet två ledamöter (Serge Urbany och Justin Turpel).

## Valresultat

### Deputeradekammare
| År   | Röster  | %        | Mandat | +/– | Status             |
| ---- | ------- | -------- | ------ | --- | ------------------ |
| 1999 | 110 274 | 3,3 (#6) | 1 / 60 | Ny  | Opposition         |
| 2004 | 62 071  | 1,9 (#6) | 0 / 60 | ▼ 1 | Utomparlamentarisk |
| 2009 | 109 184 | 3,3 (#6) | 1 / 60 | ▲ 1 | Opposition         |
| 2013 | 161 759 | 4,5 (#6) | 2 / 60 | ▲ 1 | Opposition         |
| 2018 | 193 594 | 5,5 (#7) | 2 / 60 | ▬ 0 | Opposition         |
| 2023 | 147 839 | 3,9 (#7) | 2 / 60 | ▬ 0 | Opposition         |

| Valkrets | 2013 röster | %    | 2009 röster | %    | 2004 röster | %    | 1999 röster | %    |
| -------- | ----------- | ---- | ----------- | ---- | ----------- | ---- | ----------- | ---- |
| Centrala | 51 851      | 5,75 | 35 411      | 3,50 | 20 451      | 1,99 | 27 999      | 2,82 |
| Östra    | 5 941       | 3,05 | 3 911       | 2,25 | 2 179       | 1,31 | 2 448       | 1,63 |
| Norra    | 8 138       | 2,56 | 5 785       | 2,00 | 3 725       | 1,34 | 3 653       | 1,41 |
| Södra    | 95 829      | 5,73 | 64 077      | 4,13 | 36 868      | 2,28 | 76 174      | 4,98 |

### Europaparlamentet
| Election | Toppkandidat         | Röster | %         | Mandat | +/– | Grupp |
| -------- | -------------------- | ------ | --------- | ------ | --- | ----- |
| 1999     | Aloyse Bisdorff      | 28 130 | 2,77 (#6) | 0 / 6  | Ny  | –     |
| 2004     | André Hoffmann       | 18 345 | 1,68 (#6) | 0 / 6  | ▬ 0 | –     |
| 2009     | André Hoffmann       | 37 929 | 3,37 (#6) | 0 / 6  | ▬ 0 | –     |
| 2014     | André Hoffmann       | 67 513 | 5,76 (#6) | 0 / 6  | ▬ 0 | –     |
| 2019     | David Wagner         | 60 648 | 4,83 (#7) | 0 / 6  | ▬ 0 | –     |
| 2024     | Ana Correia da Veiga | 43 701 | 3,15 (#7) | 0 / 6  | ▬ 0 | –     |